# Benoît Paul Émile Clapeyron

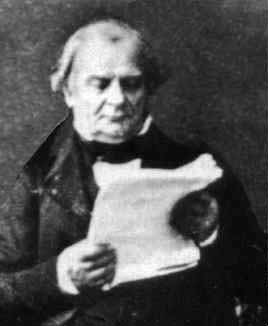
Benoît Paul Émile Clapeyron

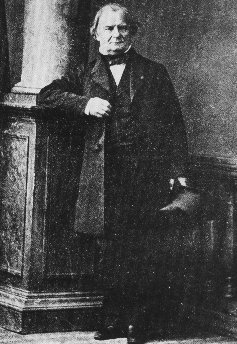
Benoît Paul Émile Clapeyron

Benoît Paul Émile Clapeyron (26 januari 1799 - 28 januari 1864) was een Franse ingenieur die een belangrijke bijdrage geleverd heeft aan de ontwikkeling van de thermodynamica. 
Clapeyron studeerde aan de École polytechnique in Parijs. Voor het verbeteren van het rendement van de stoomlocomotief bestudeerde hij het werk van Sadi Carnot (1796-1832), die ook aan dezelfde technische universiteit had gewerkt. Clapeyron formuleerde het werk van Carnot in wiskundige termen. Van zijn hand is de grafische voorstelling van het Carnot-proces. Het bekendst is hij van de vergelijking van Clausius-Clapeyron, die de relatie tussen de verzadigde dampdruk en temperatuur beschrijft, waarbij de damp als een ideaal gas wordt verondersteld. Deze relatie werd later door Clausius (1822-1888) geherformuleerd in een vorm die de betrekking een ruimer toepassingsbereik geeft.
Hij is een van de 72 Fransen wier namen in reliëf op de Eiffeltoren zijn aangebracht.